# The Ballad of Darren
The Ballad of Darren (рус. Баллада о Даррене) — девятый студийный альбом английской рок-группы Blur, который был выпущен 21 июля 2023 года лейблами Parlophone и Warner Records. Песни для альбома были написаны фронтменом группы Деймоном Албарном в 2022 году во время тура с Gorillaz, а сочинены Албарном и остальными участниками группы. Его продюсировал Джеймс Форд в Studio 13 в Лондоне и Девоне. Это первый альбом Blur после The Magic Whip (2015) и самый короткий альбом продолжительностью менее 40 минут. Обложка альбома представляет собой фотографию мужчины, плавающего в одиночестве в открытом бассейне Гурок в Гуроке, Шотландия, сделанную Мартином Парром в 2004 году. Название отсылает к Даррену «Смогги» Эвансу, давнему телохранителю группы.
Альбом получил всеобщее признание. Он стал седьмым подряд альбомом группы, который занял первое место в чартах Великобритании. Он также возглавил чарты Бельгии, Ирландии, Шотландии и Швейцарии и стал первым альбомом группы, вошедшим в десятку лучших альбомов США в чарте продаж лучших альбомов от Billboard, достигнув 8-го места. Продвижению альбома способствовали синглы «The Narcissist», «St. Charles Square» и «Barbaric», а также мировое турне.

## Предыстория и запись
Восьмой студийный альбом группы The Magic Whip был выпущен в апреле 2015 года и получил признание критиков и стал шестым альбомом группы, занявшим первое место в Великобритании. В апреле 2017 года проект Деймона Албарна Gorillaz выпустил свой пятый студийный альбом Humanz, за которым последовали ещё три альбома, выпущенные в июне 2018 года, октябре 2020 года и феврале 2023 года соответственно. Албарн также выпустил свой второй сольный альбом The Nearer the Fountain, More Pure the Stream Flows в ноябре 2021 года. Гитарист Грэм Коксон работал над саундтреками к сериалам Конец ***го мира и Мне это не нравится, а также выпустил свой дебютный альбом с сайд-проектом The Waeve в феврале 2023 года. Тем временем барабанщик Дейв Раунтри выпустил свой дебютный сольный альбом Radio Songs в январе 2023 года.
Албарн написал демо для альбома во время тура с Gorillaz в 2022 году. Он вспоминал: «Я записывался во многих конференц-залах, но на самом деле у меня был замечательный момент в Монреале. Напротив моего [гостиничного] номера висела эта фантастическая фреска с изображением Леонарда Коэна.» За это время были записаны демо некоторых песен, к Кануну Нового года у него было 24 песни. Первый трек альбома «The Ballad» представляет собой переработанную версию «Half a Song», демо, записанного Албарном в 2003 году во время тура для альбома Think Tank и ранее выпущенного на EP Албарна Democrazy 2003 года. В январе 2023 года Blur приступили к записи материала в студии Studio 13 в Лондоне и Девоне, которая принадлежит Албарну. Продюсировал альбом Джеймс Форд, который ранее работал с Gorillaz и группой Коксона The Waeve. Запись была завершена к первой неделе мая 2023 года. Албарн охарактеризовал The Ballad of Darren как «первый полноценный альбом Blur со времен 13, потому что мы подошли к нему так же, как и раньше, когда мы все вместе находились в комнате.»
Каждый участник группы поделился кратким комментарием по поводу записи. Для Албарна эта пластинка означает «афтершок, размышление и комментарий о том, где мы находимся сейчас». Коксон добавил, что с возрастом становится всё более важным, «чтобы то, что мы играем, было наполнено правильными эмоциями и намерениями.» Албарн утверждал, что альбом отражает их поколение, но также что им «в нём достаточно современного мира, чтобы быть понятным и людям моложе.»

## Композиция альбома

### Музыкальный стиль и влияния
Альбом The Ballad of Darren, выполненный в стиле альтернативного рока и инди-рока, был описан как содержащий элементы барокко-попа, лаунжа и альтернативной поп-музыки 1970-х. Альбом сравнивали с работами Лу Рида, Джона Кейла, альбомом Radiohead A Moon Shaped Pool и собственным альбомом Blur Think Tank. Албарн отметил, что на этот альбом, на манеру пения, повлиял Алекс Тёрнер.

## Художественное оформление и название
Обложка альбома представляет собой фотографию 2004 года, на которой мужчина плавает в одиночестве в открытом бассейне Гурок в Гуроке, Шотландия, которая была сделана Мартином Парром. Раунтри сказал о обложке: «В этом образе есть довольно много такого, что говорит о преодолении какой-то физической ситуации. В безопасности этого лидо есть что-то такое, что может вызвать беспокойство, что и происходит, и ходят истории об этом месте, куда один парень ходил заниматься спортом, а море прибивало к нему акул.»
Название альбома отсылает к Даррену "Смогги" Эвансу, бывшему телохранителю группы, который в настоящее время работает на фронтмена Деймона Албарна. Албарн сказал: «Даррен - это много людей. На самом деле это один человек. [...] В альбоме есть фотография Даррена. Но не на обложке. Так и должно было быть, но потом мы поместили её на внутреннюю сторону конверта, потому что Даррену не хотелось бы такого внимания.»

## Релиз и продвижение
В июне 2021 года фронтмен Деймон Албарн впервые намекнул на новую музыку Blur и Gorillaz в преддверии своего второго сольного студийного релиза, The Nearer the Fountain, More Pure the Stream Flows. В то время он вёл переговоры с барабанщиком Дейвом Раунтри, но планы ещё не осуществились. 14 ноября 2022 года басист Алекс Джеймс рассказал о возможности появления новой музыки у группы почти через восемь лет. Группа анонсировала лондонское реюнион-шоу на стадионе Уэмбли летом 2023 года. Анонс альбома состоялся 18 мая 2023 года вместе с коротким видео режиссера Тоби Л. На видео группа в студии, на заднем плане играет фрагмент песни «The Narcissist».

### Синглы и видеоклипы
Премьера ведущего сингла альбома, «The Narcissist», состоялась на музыкальном шоу Стива Ламака на BBC Radio 6 18 мая 2023 года. В тот же день на канале группы в YouTube было выпущено анимированное лирическое видео, снятое Фонсом Шидоном.

### Тур
27 апреля 2023 года Blur объявили даты тура по Великобритании, Европе, Японии и Южной Америке. Начиная с 19 мая, концерты знаменуют собой первое турне группы с 2015 года и их первое живое выступление за четыре года.

## Отзывы
| Совокупная оценка | Совокупная оценка |
| Источник          | Оценка            |
| ----------------- | ----------------- |
| AnyDecentMusic?   | 7.9/10            |
| Metacritic        | 84/100            |
| Оценки критиков   |                   |
| Источник          | Оценка            |
| AllMusic          | [ 21 ]            |
| Clash             | 9/10              |
| The Guardian      | [ 37 ]            |
| i                 | [ 22 ]            |
| The Independent   | [ 38 ]            |
| Mojo              | [ 39 ]            |
| NME               | [ 40 ]            |
| Pitchfork         | 7.2/10            |
| Rolling Stone UK  | [ 42 ]            |
| Under the Radar   | 9/10              |

The Ballad of Darren получил признание критиков и оценку 84 из 100 на агрегаторе обзоров Metacritic на основе 24 отзывов критиков, что указывает на «всеобщее признание». Uncut посчитал, что «лучше, чем просто личный или исповедальный альбом, The Ballad of Darren умён в том, что он делает, и не говорит о жизни своего создателя», в то время как Аманда Фарах из The Quietus нашла, что у альбома «более мягкий подход», описав его как «почти поп-пластинку с сильными припевами, но более неторопливыми куплетами» и «заявление о том, где сейчас находятся Blur».

## Список композиций
Все треки написаны Деймоном Албарном, Грэмом Коксоном, Алексом Джеймсом и Дейвом Раунтри.
| №                   | Название                       | Длительность |
| ------------------- | ------------------------------ | ------------ |
| 1.                  | «The Ballad»                   | 3:37         |
| 2.                  | «St. Charles Square»           | 3:55         |
| 3.                  | «Barbaric»                     | 4:09         |
| 4.                  | «Russian Strings»              | 3:38         |
| 5.                  | «The Everglades (For Leonard)» | 2:56         |
| 6.                  | «The Narcissist»               | 4:05         |
| 7.                  | «Goodbye Albert»               | 4:17         |
| 8.                  | «Far Away Island»              | 2:58         |
| 9.                  | «Avalon»                       | 3:05         |
| 10.                 | «The Heights»                  | 3:24         |
| Общая длительность: | Общая длительность:            | 36:04        |

| №                   | Название            | Длительность |
| ------------------- | ------------------- | ------------ |
| 11.                 | «The Rabbi»         | 2:44         |
| 12.                 | «The Swan»          | 3:42         |
| Общая длительность: | Общая длительность: | 42:30        |

| №   | Название            | Длительность |
| --- | ------------------- | ------------ |
| 13. | «Sticks and Stones» | 3:24         |

## Участники записи
Blur
- Деймон Албарн – вокал, бэк-вокал, клавишные, пианино
- Грэм Коксон – гитара, бэк-вокал, основной вокал на треке «Sticks and Stones»
- Алекс Джеймс – бас-гитара
- Дейв Раунтри – ударные, бэк-вокал

Дополнительные музыканты
- Джеймс Форд – клавишные (треки 1-6, 8, 10)
- Иззи Данн – виолончель (1, 3, 5, 7, 8, 10)
- Сиара Исмаил – виола (1, 3, 5, 7, 8, 10)
- Котоно Сато – скрипка (1, 3, 5, 7, 8, 10)
- Сара Тьюк – скрипка (1, 3, 5, 7, 8, 10)
- Алистер Уайт – тромбон (9)
- Никол Томпсон – тромбон (9)
- Крис Сторр – труба (9)
- Дэнни Марсден – труба (9)

Технические участники
- Джеймс Форд – продюсирование
- Сэмюэл Эгглентон – дополнительное продюсирование, звукорежиссёр
- Мэтт Колтон – мастеринг
- Дэвид Ренч – микширование
- Мэт Бартрам – звукорежиссёр струнных инструментов (1, 5, 7, 8, 10), звукорежиссёр духовых инструментов (9)
- Грейс Бэнкс – помощь в микшировании (1, 2, 4-10)
- Джакомо Вьянелло – техническая помощь (1-3, 5-10)
- Люк Пикеринг – техническая помощь (1, 3, 8-10)